# マルコ・アングロ
マルコ・アントニオ・アングロ・ソロルサーノ（スペイン語: Marco Antonio Angulo Solórzano、2002年5月8日 - 2024年11月11日）は、エクアドルの元サッカー選手。元エクアドル代表。ポジションはMF。

## クラブ歴
エスメラルダス出身で、2017年にロカフエルテFCの下部組織からインデペンディエンテ・デル・バジェの下部組織に移った。2020年にセカンドチームのCDインデペンディエンテ・フニオールスに昇格、翌年にトップチームに昇格した。
2022年12月21日、翌年1月1日からメジャーリーグサッカー所属のFCシンシナティに推定300万ドルで移籍し、2025年迄の契約を締結した事が発表された。3月4日に移籍後初出場を記録した。この時のシンシナティには久保裕也が在籍しており、久保が中盤として起用された場合には中盤の相方となった事もあった。
2024年3月21日にLDUキトに年末迄の期限付き移籍で加入したが、同年10月7日に交通事故に遭い、それが原因で11月11日に22歳で歿した。

## 代表歴
U-17代表として2019 FIFA U-17ワールドカップに出場した。
2022年11月にA代表に招集され、同月12日のイラク代表との親善試合でA代表初出場を記録した。翌年3月28日のオーストラリア代表との親善試合で2キャップ目を刻んだが、これが最後の代表出場となった。

## 私生活
2022年11月28日にグアヤキルで交通事故に遭い、この事故で彼の乗っていた車の運転手が死亡した。
2024年10月7日にも同じグアヤキルで交通事故に遭い、元チームメイトのロベルト・カベサスらが死亡、彼自身も頭部外傷と肺挫傷の重傷を負い、これが原因で翌月11日に歿した。妻と幼い子供を残して22歳で逝去した。